# Убийство на Георги Вълкович
Убийството на Георги Вълкович е атентат, извършен на 24 февруари (12 февруари стар стил) 1892 г. в Цариград, в резултат на който няколко дни по-късно умира дипломатическият представител на България в Османската империя доктор Георги Вълкович.
Нападението е извършено от група проруски ориентирани българи, начело с Наум Тюфекчиев, като в укриването на терористите взема участие и правителството на Русия.

## История
След опита за убийство на министър-председателя Стефан Стамболов, извършен през януари 1891 г., Георги Вълкович участва активно в разследването на заговора, а малко по-късно на прехвърлянето в България на бомби, предназначени за атентати срещу Стамболов и княз Фердинанд I. Наум Тюфекчиев, който е сред основните участници в атентата срещу Стамболов, намиращ се по онова време в Одеса, се опитва да организира убийството на Вълкович. За тази цел той се свързва с живеещите в Цариград българи Христо Стефков и Георги Мерджана, като в самото начало на 1892 г. лично отива до Цариград, но не успява да ги убеди да извършат нападението.
След този пръв неуспех на 20 февруари Тюфекчиев изпраща от Одеса Димитър Орловски и Дражев, които при пристигането си в Цариград се срещат с руския посланик Михаил Нелидов. Вечерта на 24 февруари по улиците на Пера – цариградския квартал, в който се намират много европейски посолства, сред които и българското, има необичайно много хора, тъй като се отбелязва християнският празник Заговезни. Орловски и Дражев изчакват Вълкович да свърши работата си в посолството и към 19 ч. го нападат близо до изхода, като го намушкват с нож в корема. Той умира 2 дни по-късно.
След нападението Орловски и Дражев се опитват да се качат на руски кораб за Одеса, но не успяват, тъй като не разполагат с редовни документи, след което отиват в руското посолство, където прекарват нощта. На следващата сутрин посланикът, опасявайки се от замесването на посолството в скандала, успява да уреди заминаването им.

## Разследване
Разследването на атентата е възпрепятствано от руското посолство, което дори издейства освобождаването от ареста и изпраща тайно в Русия своя служител Владимир Шишманов, оказал съдействие на атентаторите. Следователите достигат до информацията за връзките на Тюфекчиев с Христо Стефков и Георги Мерджана и това става основата на обвинението. През май Стефков и Мерджана са осъдени на смърт за извършването на убийството, а Наум Тюфекчиев и брат му Никола Тюфекчиев получават задочно по 15 години затвор за организацията на атентата, но руското правителство отказва да ги екстрадира, за да изтърпят наказанието си.